# Девушка у моря
«Девушка у моря» (яп. うみべの女の子 Умибэ но оннаноко) — манга Инио Асано, которая публиковалась с 2009 по 2013 год в журнале Manta Erotics F издательства Ohta Publishing.

## Сюжет
В небольшом городке у моря, где никогда ничего не случается, старшеклассники Кэйскэ Исобэ и Коумэ Сато живут скучно и рутинно. Но когда юноша, в которого влюблена Коумэ, разбивает ей сердце, отношения главных героев принимают необычный оборот. Она начинает «дружбу с привилегиями» с Кэйскэ, которого ранее отвергла, в этом они пытаются найти утешение и заполнить эмоциональную пустоту в своей жизни. Тем не менее поддерживать такие отношения становится проблематично, когда начинают проявляться реальные чувства, в результате это сказывается как на них самих, так и на окружающих.

## Создание
Когда Асано только начинал свою карьеру мангаки, он считал, что сексуальные отношения — нормальная составляющая часть жизни, и это делает его работы более реалистичными. Автор считает, что создал «Девушку у моря» в самое подходящее время, когда он был уверен, что она пройдёт цензуру на публикацию. Шенон К. Гэррити из Anime News Network посчитала, что показ лобковых волос в манге был «признаком перемен в японском книгоиздании», потому что раньше они были под запретом.

## Выпуск
Манга была опубликована в журнале Manga Erotics F издательства Ohta Publishing и выходила серийно с 7 июля 2009 года с 58-го выпуска по 7 января 2013 года до 77-го выпуска. То же издательство объединило 20 глав в два тома, выпущенные 17 марта 2011 года и 21 февраля 2013 года. На Genericon 2015 Vertical Comics объявило, что получило лицензию на мангу, опубликовав её в виде однотомного сборника 19 января 2016 года. Из-за откровенных изображений секса сборник продавался в непрозрачной упаковке. В феврале 2023 года «Коданся» выпустила издание манги в твёрдом переплете с новой обложкой.
Манга также была выпущена во Франции издательством Editions IMHO, в Германии — Tokyopop Germany, в Испании — Milky Way Ediciones, в Италии — Panini Comics, на Тайване — Taiwan Tohan, и в Аргентине — Editorial Ivrea.

## Отзывы и критика

### Манга
Колумнист Anime News Network Ребекка Силверман отметила, что манга описывает отношения подростков реалистично, а Асано относится к персонажам с уважением, написав, что она «не уклоняется от своих эмоциональных проблем», и сделав вывод, что манга остаётся в памяти после прочтения. Гейб Перальта с The Fandom Post написал, что манга «представляет собой чувственный рассказ об эмоционально сломленных детях», который сопровождается «прекрасной визуальной составляющей». Аманда Вейл из Otaku USA высоко оценила мастерство Асано, назвав его «великолепным и детализированным», и подметила, что «его контраст с отношениями Коумэ и Кэйскэ вызывает „острую, почти болезненную скуку“». Эш Браун с Manga Bookshelf назвал изображения подросткового секса в манге «откровенными», но «неотъемлемой частью истории», потому что они «несут в себе смысл, выходящий за рамки возбуждения». Он также назвал мангу «по-настоящему тревожащей», заключив, что темы одиночества и изолированности подчеркнуты автором «подробным фоном, перспективными видами, планировкой и использованием пространства».

### Фильм
Джеймс Хэдфилд из The Japan Times счёл, что в экранизации не в полную силу использовали исходную мангу для раскадровки, что лишило фильм эмоций и атмосферы оригинала. Хэдфилд также отметил, что сцены между исполнителями главных ролей были неубедительными, заключив, что фильм «не справился с вызовом, связанным с его пикантным из-за темы сюжетом».

## Награды
Манга была номинирована на премию Sélection Officielle на Международном фестивале комиксов в Ангулеме в 2016 году.